# 韋洸
韋洸（?—590年），一名汪，字世穆，京兆郡杜陵县（今陕西省西安市长安区）人，出自京兆韦氏逍遥公房，北周、隋朝官员。

## 生平
韦洸性格刚强坚毅，有才干，年轻时就擅长骑射，在北周时以直寝上士为起家官，多次从军征伐，屡次升任开府，获赐爵位卫国县公，食邑一千二百户。杨坚担任丞相时，韦洸跟随叔叔韦孝宽在相州击败尉迟迥，以军功拜为柱国，进封襄阳郡公，食邑二千户。当时突厥骚扰边境，皇太子杨勇屯驻咸阳，命令韦洸统帅军队从原州道出兵，与突厥遭遇，击败了他们。韦洸很快出任江陵总管，不久因为母亲患病被征召返回。很快，韦洸在开皇六年正月辛未（586年2月13日）出任安州总管。
隋灭陈之战，韦洸兼任行军总管，等到南陈被平定，韦洸出任江州总管，率领步兵骑兵两万人巡行平定九江郡。南陈豫章郡太守徐璒占据南康郡怀有二心，韦洸派遣开府吕昂、长史冯世基率军相继进军，到了南康郡城下，徐璒假意投降，当晚率领部众两千人袭击吕昂。吕昂与冯世基合力攻击，大败徐璒，在战阵中生擒徐璒。高梁女子洗夫人派孙子冯魂带领民众迎接韦洸，韦洸于是谋取岭南。隋文帝杨坚致信给韦洸说：“您建立丰功伟绩，名高望重，统帅军旅，抚慰安定各方，风雷急电，扫荡无遗。如能兵不血刃，百姓安宁，才符合我的心思，是您的功劳。”韦洸到达广州后，说降南陈渝州都督王猛，岭南由此得到平定。开皇十年八月壬申（590年9月21日），韦洸平定岭南的消息传到京城，隋文帝听说后大喜，允许韦洸见机行事，韦洸一共平定安抚二十四个州，出任广州总管。
开皇十年十一月，番禺的少数民族酋长王仲宣聚众作乱，率兵围困广州城，又进兵驻扎在衡岭，洗夫人派孙子冯暄带兵人马救援韦洸。冯暄与王仲宣的党羽陈佛智一向互相友好，所以停留不进。隋文帝诏令韦洸担任行军总管，慕容三藏为副总管，领兵抵抗。到达广州后，韦洸中流箭而死，隋文帝诏令慕容三藏检校广州道行军事。朝廷赠予韦洸上柱国，赐给绵绢一万段，谥号敬，韦洸的儿子韦协继承爵位。

## 家庭

### 父亲
- 韦敻，十次征召不出，号逍遥公

### 兄弟姐妹
- 韦世康，隋朝上开府、荆州总管、上庸文公
- 韦瓘，北周使持节、车骑大将军、仪同三司、隋州刺史、建安县子
- 韦艺，隋朝上大将军、营州总管、魏兴怀公
- 韦冲，隋朝开府、民部尚书、义丰县侯
- 韦約，隋朝太子洗马、仪同、观城公

### 儿子
- 韦协，隋朝柱国、泰州刺史、襄阳安公
- 韦恽，唐朝上开府仪同三司、左监门率[16]